# Stoomketelmuseum
Het Stoomketelmuseum is een museum in de Belgische stad Zottegem. Het opende zijn deuren op 5 juli 2015 en maakt deel uit van het historische fabriekscomplex de Sanitary. Hier zijn sinds 2015 alle stadsdiensten van Zottegem in ondergebracht. Het museum toont hoe de twee Lancashirescheepsstoomketels de fabriek vroeger draaiende hielden.

## De ‘Sanitary Underwear Company’
De ‘Sanitary Underwear Company’ werd in 1909 opgericht door Joseph Schockaert. De Sanitary werd gebouwd aan de Paddenhoek in Zottegem, vandaag de Gustaaf Schockaertstraat. De fabriek was zijn tijd vooruit, het gebouw werd volledig opgetrokken in gewapend beton en was een van de eerste betonconstructies in België. Er werd voornamelijk ondergoed geproduceerd. Bij het gebouw hoorde een stoommachine- en ketelhuis en een achthoekige fabrieksschouw.
In 1992 is de fabriek gesloten. Het gebouw werd aangekocht door de intercommunale ‘Land van Aalst’. De gemeenteraad keurde in 1998 het voorontwerp goed voor het ‘Administratief Centrum Zottegem’ dat in 2015 werd geopend voor publiek . 

## Stoomketels
De twee Lancashire scheepsstoomketels van tien atmosfeer uit 1909 die de fabriek van elektriciteit, verwarming en stoom voorzagen, zijn als monument beschermd. Ze werden op het gelijkvloers van het losstaande paviljoen tussen het hoofdgebouw en de schouw heropgebouwd. Dit stoomketelmuseum toont hoe de stoomtechniek werkt en evolueerde. Stoomketels zetten water en vuur om in stoom dat gebruikt kan worden voor de aandrijving van velerlei werktuigen.

### Stookplaats
De Lancashire stoomketels waren vuurgangvlampijpketels. Ze hadden de vorm van een liggende cilinder. In deze cilinder zit de vuurgang, met aan het begin de hittebron.  De rookgassen die vrijkomen trekken door de gang en warmen het water op rond de vuurgang. Dit proces wordt ‘de eerste trek’ genoemd. Hierna volgt ‘de tweede trek’: de rookgassen gaan langs de gemetste rookkanalen terug naar de voorkant van de ketel. Zo wordt er warmte aan het water in de ketel doorgegeven. Ten slotte stromen de rookgassen door de ‘derde trek’ onder de ketel door naar de achterkant van de ketel en via het rookluik naar de schouw. De vuurhaard wordt aangewakkerd door zware en constante luchtaandrijving.
In het begin werden de kolen rechtstreeks in de ketel geschept. In een volgende fase werd de steenkool met een toevoerschuif aangeleverd. Omdat de kolenketels slechts een rendemant van 65% haalden werd een ketel omgebouwd tot een installatie met ruwe stookolie als brandstof.
De ultieme bescherming tegen extreme temperaturen, was de smeltveiligheid bovenaan de stookketel. Als deze smeltveiligheid doorbrandde, spoot het water de vuurhaard binnen en zorgde ervoor dat de vuurhaard geblust werd.
De schoorsteen van het ketelhuis werd opgebouwd uit gewapende betonblokken. die op elkaar gemorteld werden. De schoorsteen was bovenaan verlicht. Samen met de toren werd de Sanirtysite in de volksmond 'de lantaarn' genoemd. Het was een opvallend lichtbaken in de toenmalige textielstad. 

### Water- en stoomreservoir
In de buitenste cilinder bevindt zich de watervoorraad. Het water in de tussenruimte verdampt, op de vuurgangwand ontstaan stoombellen. Deze komen in de stoomruimte. Via de hoofdstroomafsluiter voert de stoom naar de stoomcollector. Vanuit de stoomcollector vertrekt de stoom naar de verschillende verbruikers. Een belangrijk onderdeel van de stoomketel was het drukbeveiligingssysteem. De stoomdruk (gemeten door de manometer) in de ketel werd geregeld door de brander en een veiligheidsklep. De stoom werd afgelaten of er werd meer of minder brandstof naar de ketel gevoerd. 
De stoker kon via een manueel treksysteem, de rookgassen, via een doorgeefluik naar de schouw, sneller of trager laten ontsnappen. De temperatuur in de ketel kon zo opgedreven worden. 
De Sanitary Underwear Company bezat zijn eigen waterputten. Deze pompen stuurden het water naar collectorvaten. De installatie bezat de eerste industriële waterverzachter, wat innovatief was voor zijn tijd. 

## Werkomstandigheden
De werkomstandigheden in het ketelhuis waren zeer ongezond. Er was een enorme lawaaihinder, het stonk er verschrikkelijk en de ruimte was constant gevuld met brandgassen.

### Reinigen
De installatie werd regelmatig gereinigd. ‘Ketelsteen’, een soort kalkaanslag werd verwijderd. De reiniging gebeurde via ‘mangaten’ onderaan en boven de stoomketel. Men noemde dit ook wel ‘kindergaten’ omdat alleen kinderen door de kleine opening konden. Kinderen dienden manueel de ketelsteen te verwijderen. 

## Aanpassing
Het centrale gedeelte van de bovenkant van de stoomketels werd door midden gelast en werd verzakt. Dit om de bezoeker de kans te geven om de bovenkant de van de stoomketels te aanschouwen. Zo kunnen bezoekers in de ketel lopen.

## Afbeeldingen

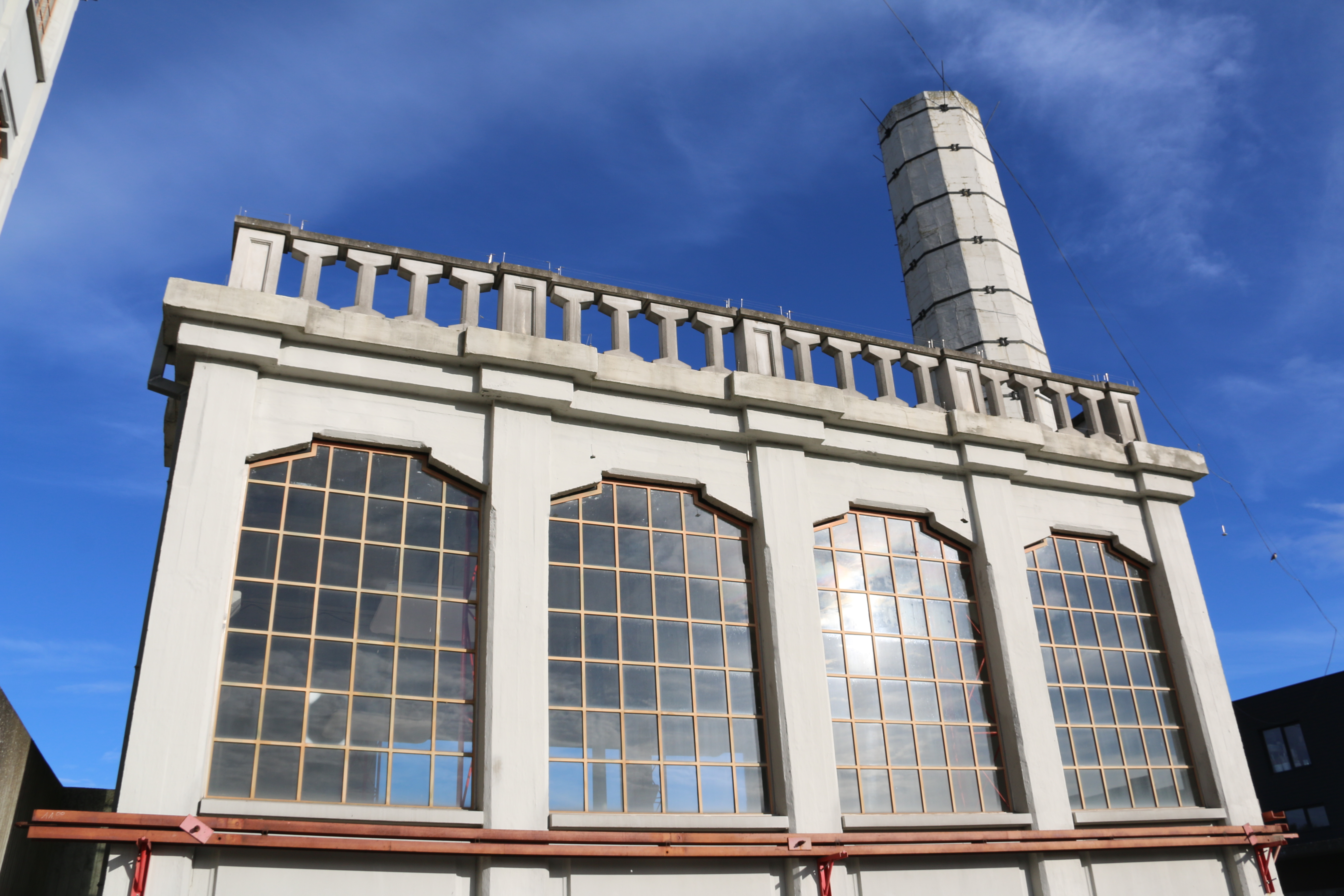
Aanzicht van het stoomketelmuseum
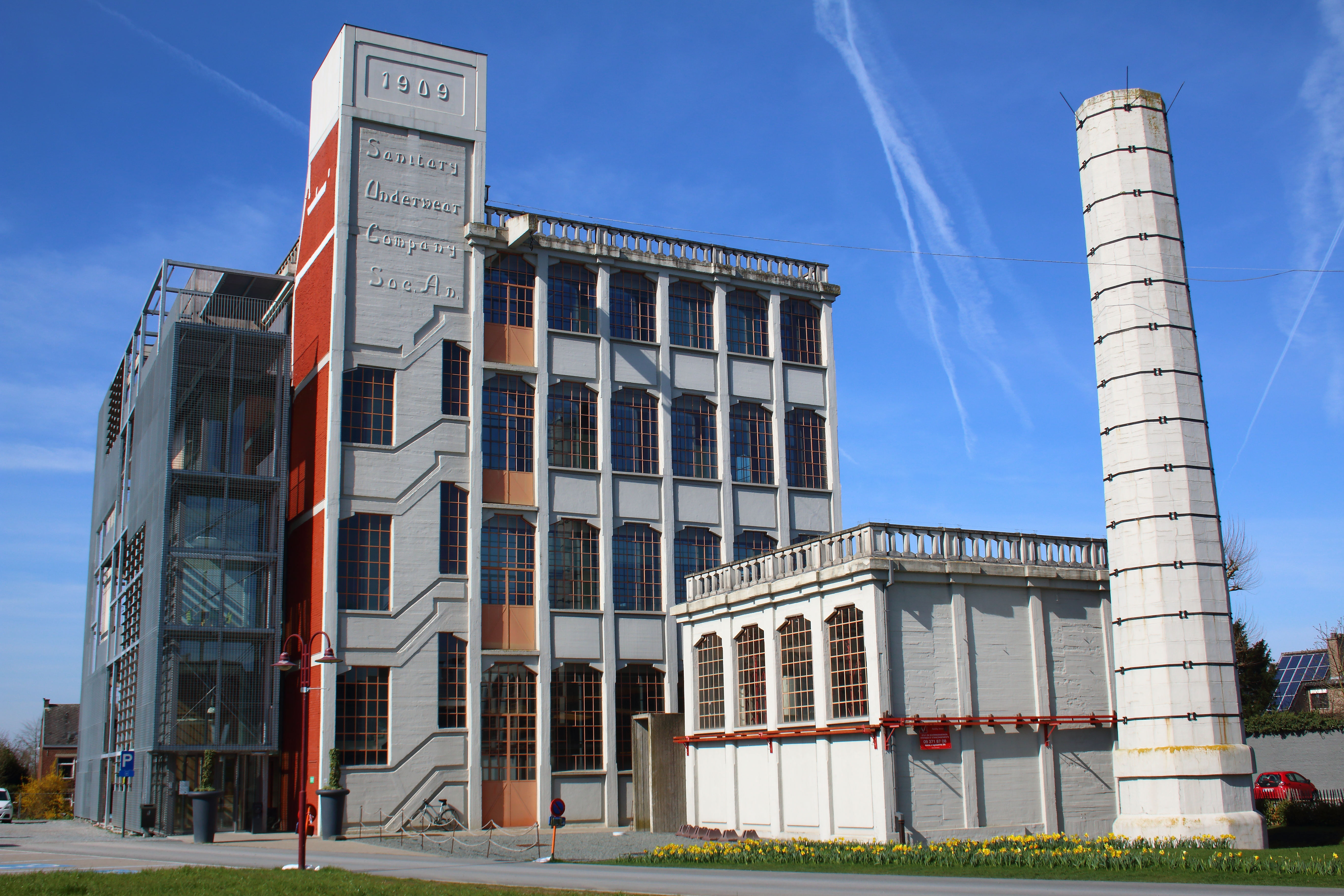
De Sanitary Underwear Company was vroeger een fabrieksgebouw
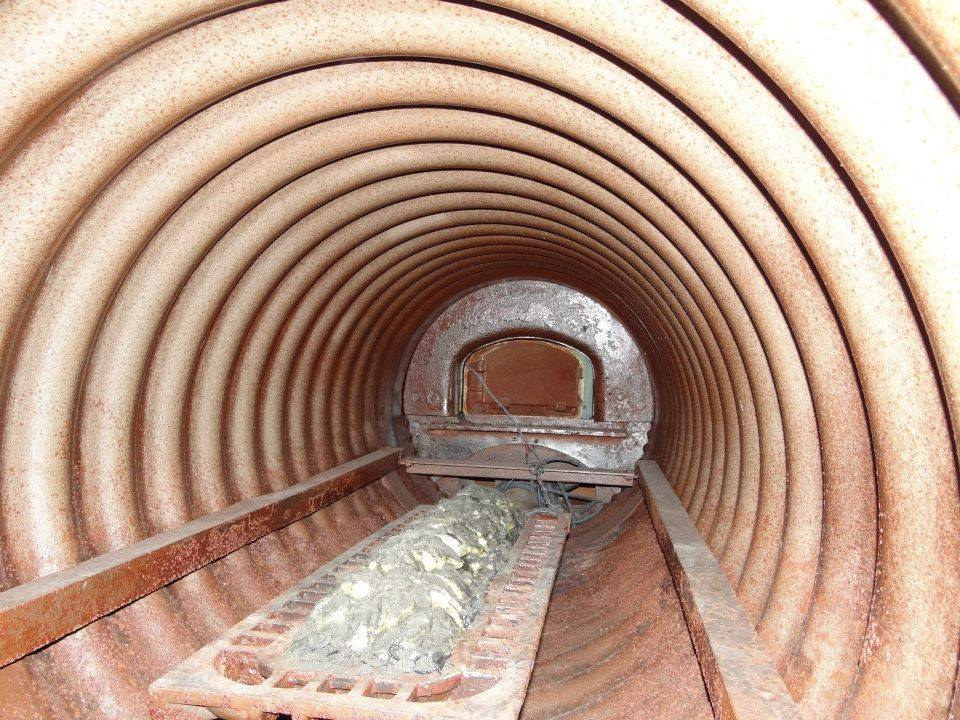
De stookplaats
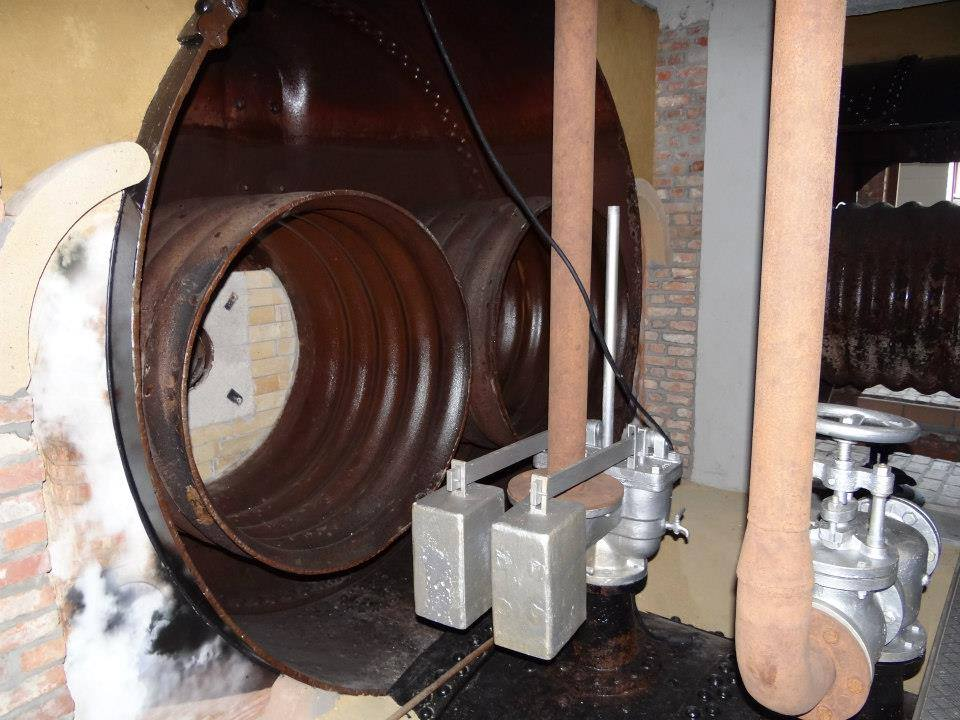
Water- en stoomreservoir
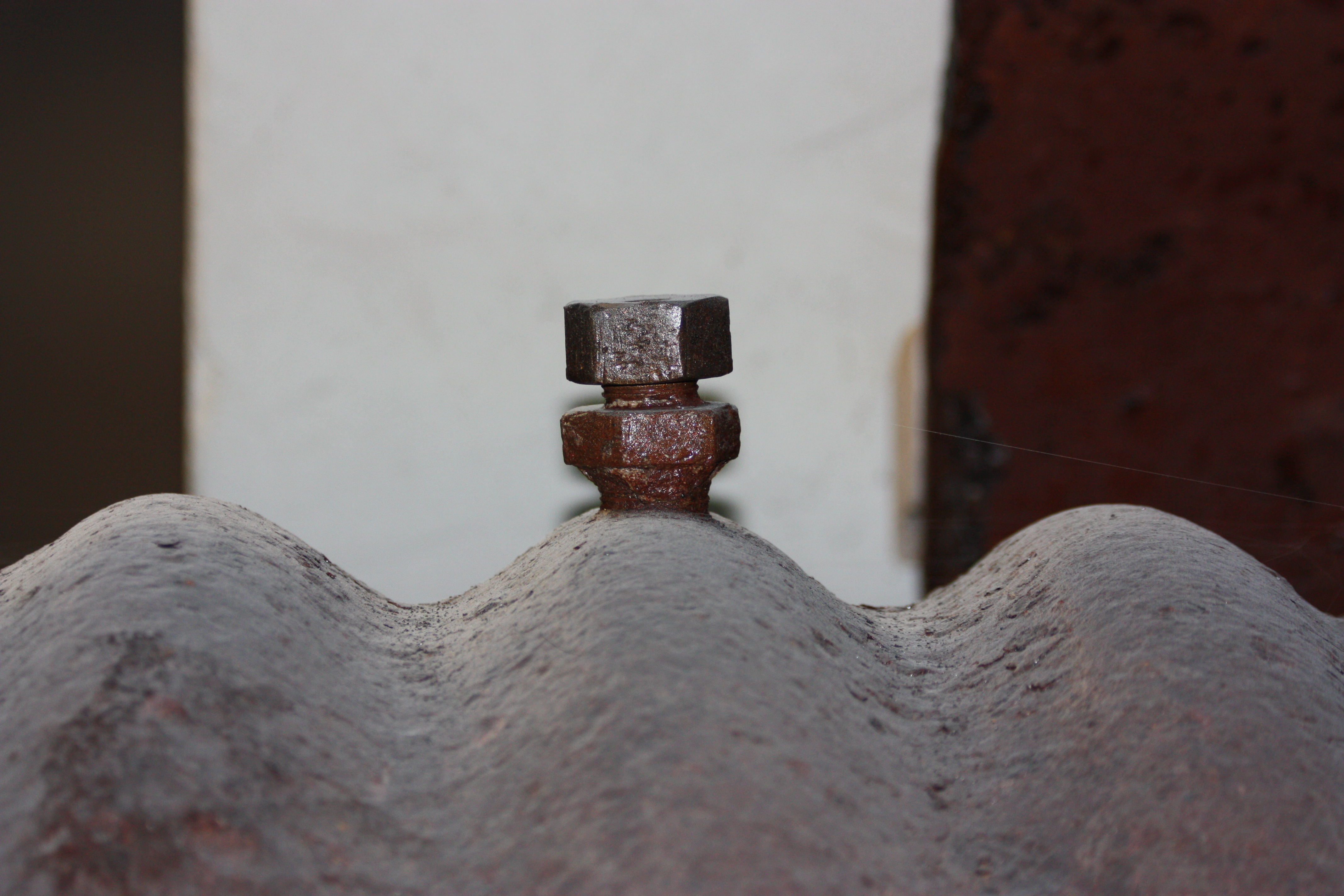
De smeltveiligheid was de ultieme bescherming tegen de extreme temperaturen
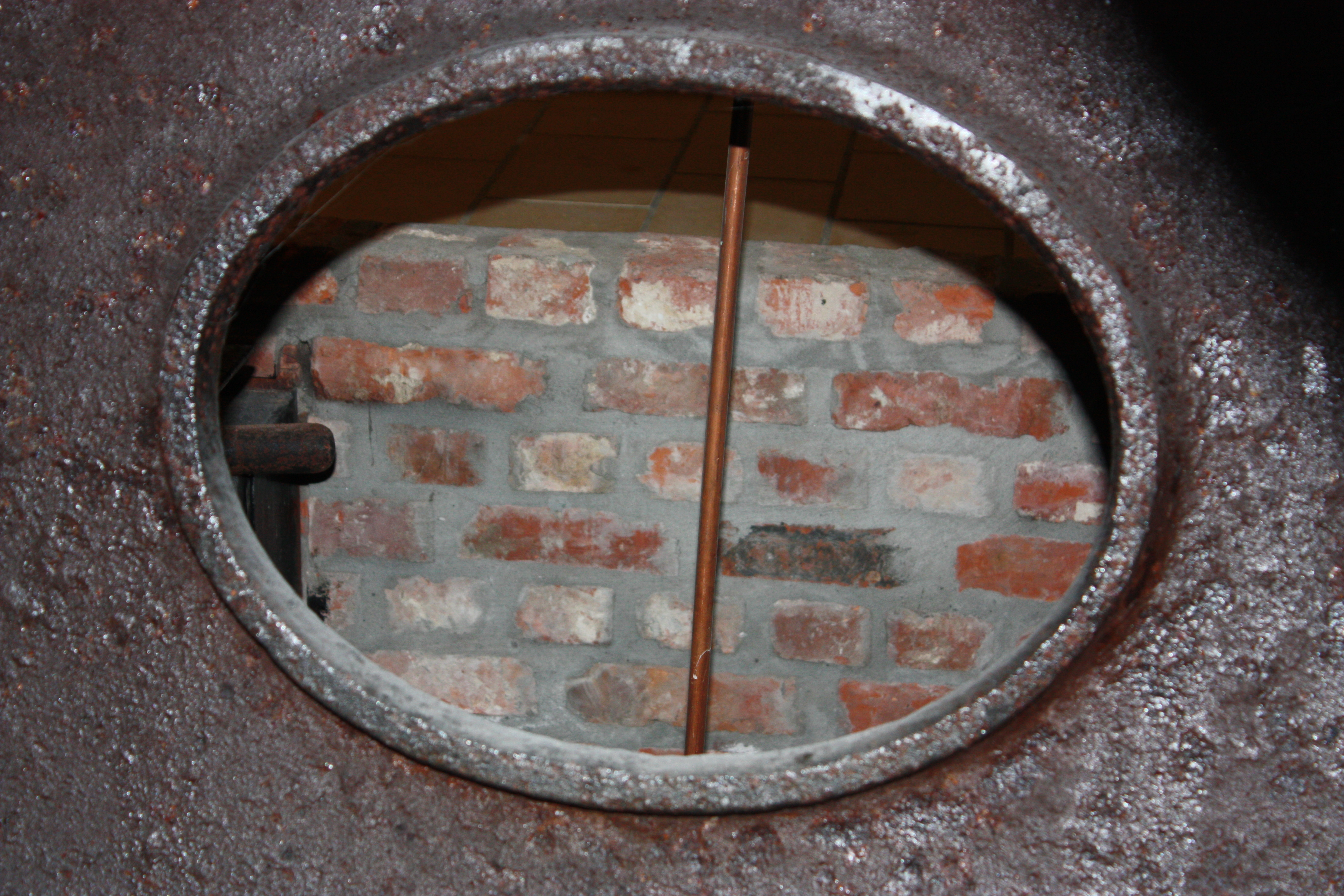
Het reinigen van de stoomketels gebeurde via 'mangaten'
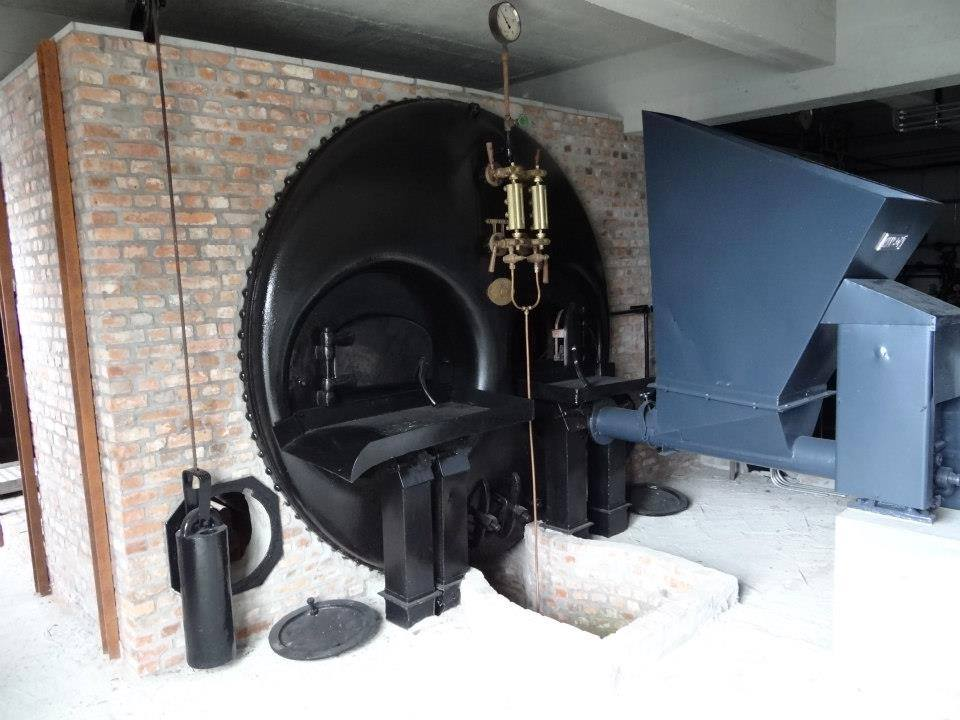
De kolen werden in het begin rechtstreeks in de ketel geschept. Later werden deze met een toevoerschuif aangeleverd
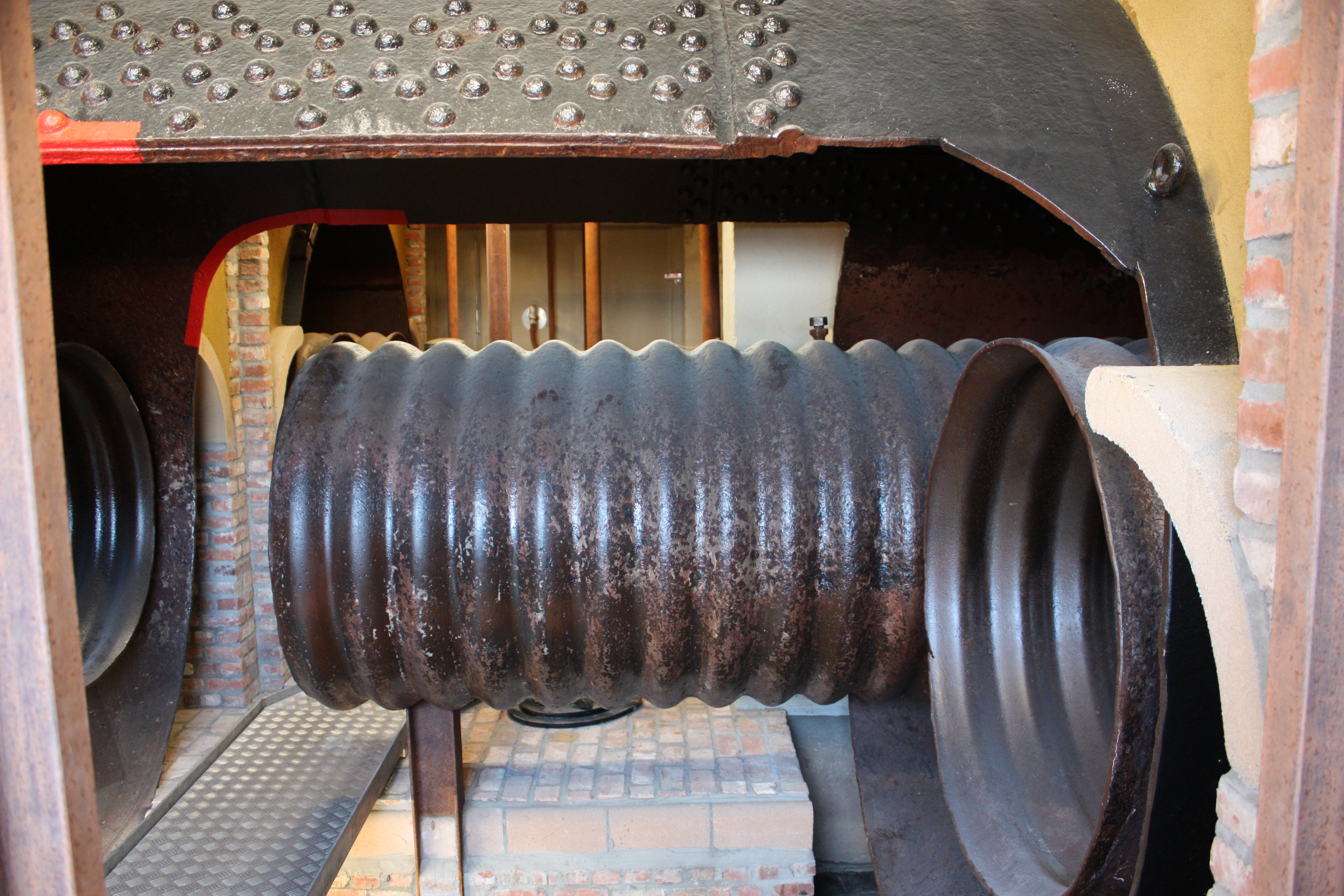
Het centrale gedeelte van de stoomketels werd door midden gelast en liet men verzakken.
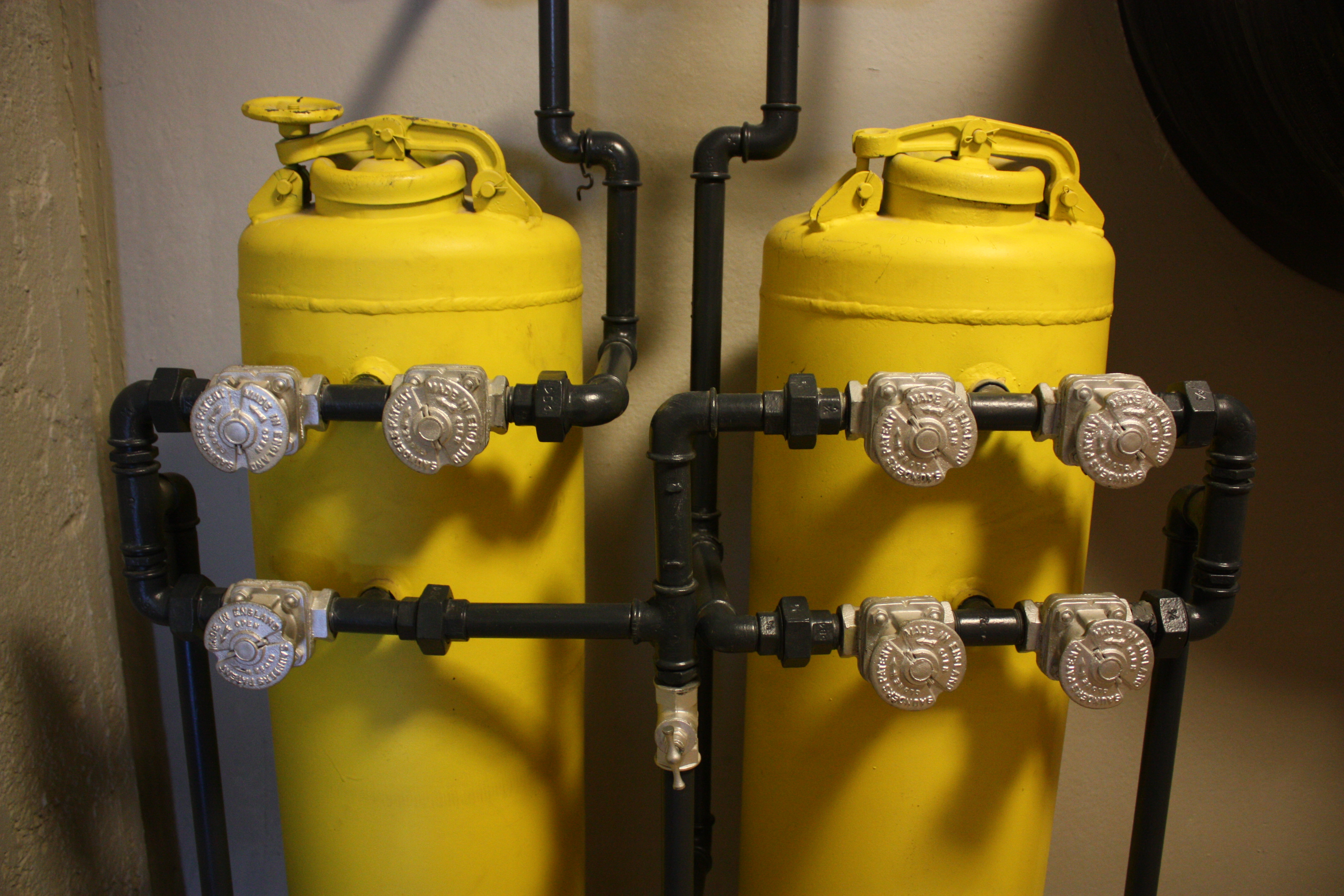
De Watertoevoer
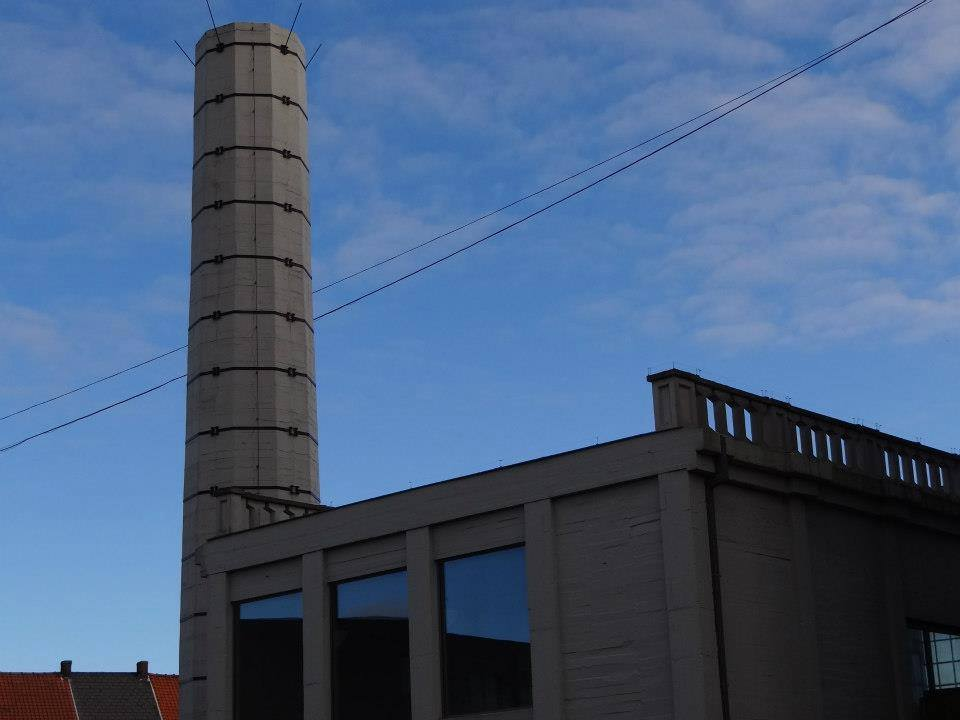
De fabrieksschouw die hoorde bij de fabriek.
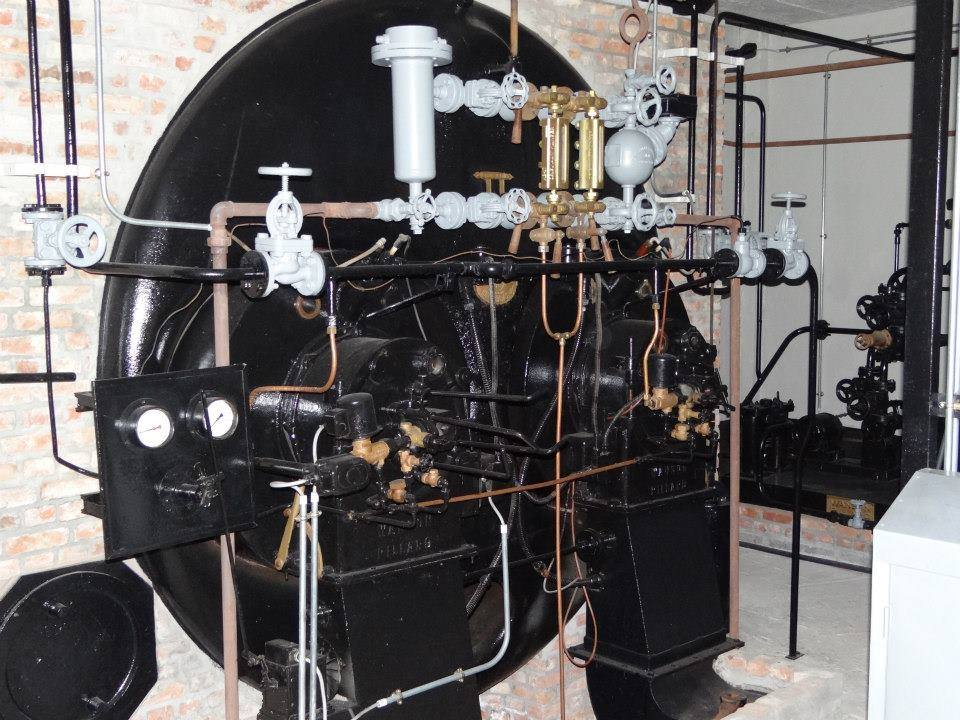
De Lancashire stoomketels
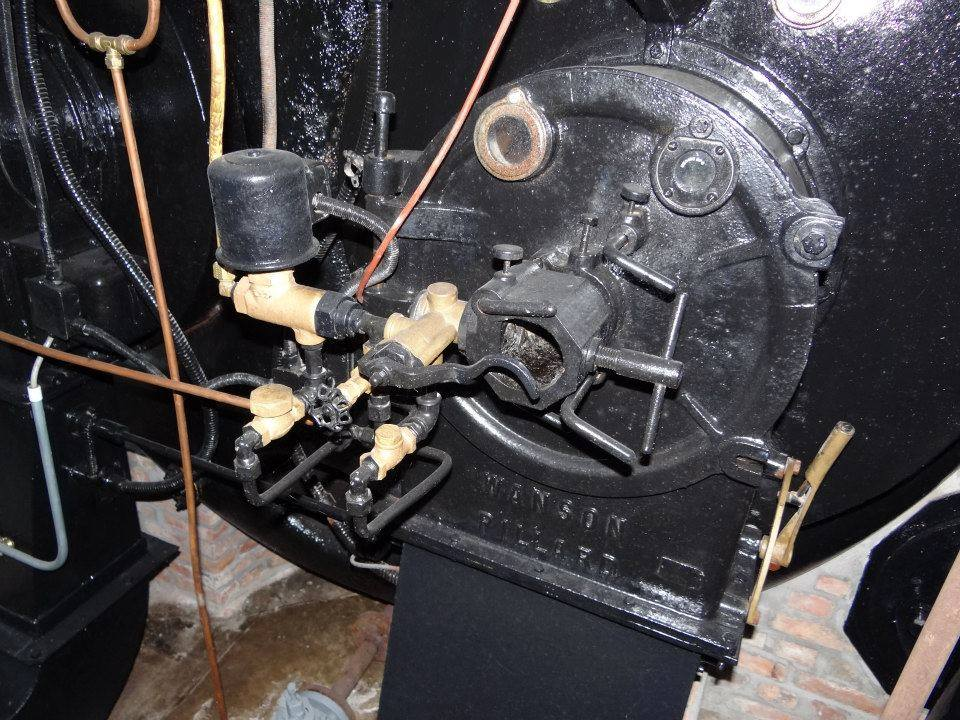
Detail van de stoomketels
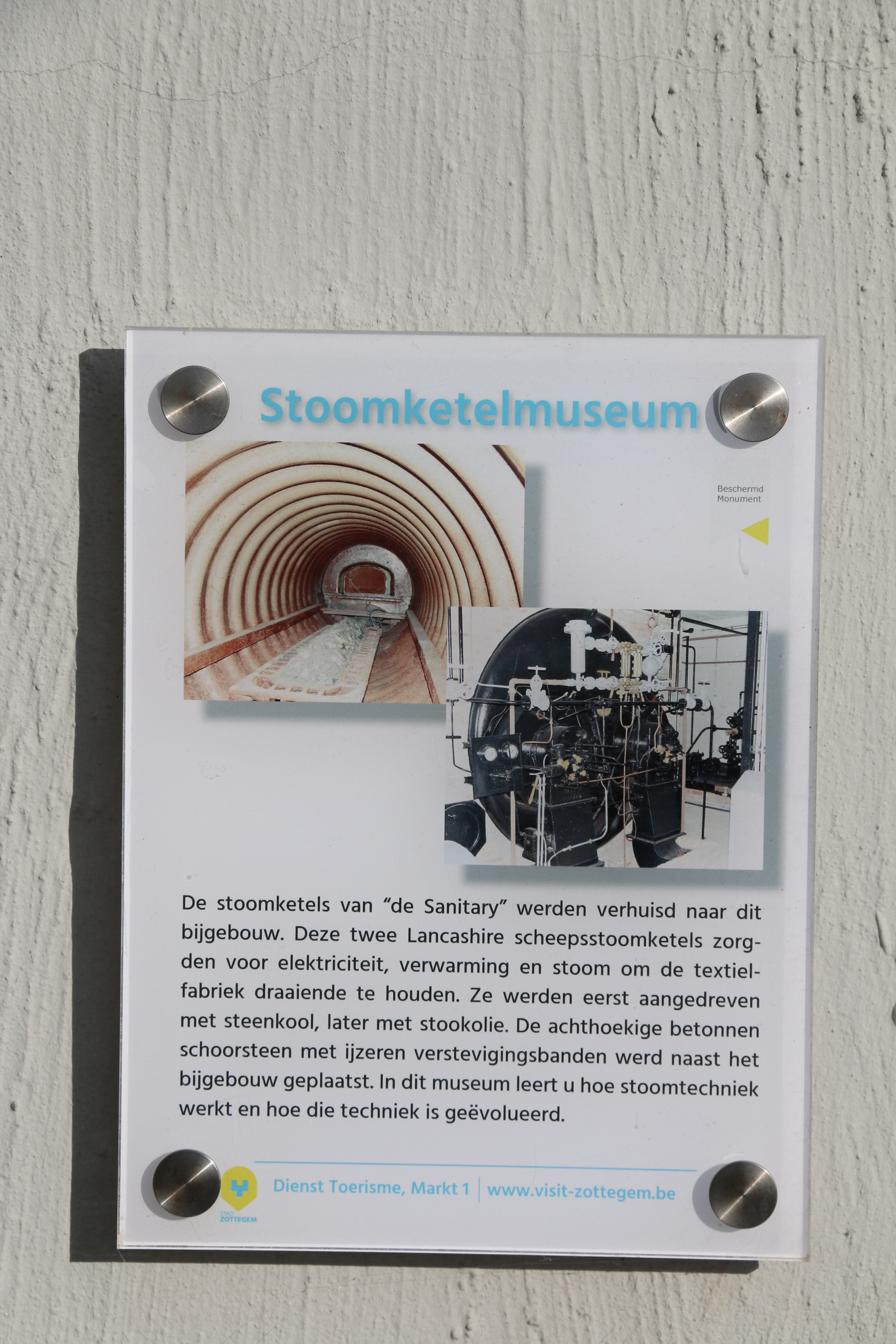
Infobord